# Хант, Дэвид Ричард
Дэвид Ричард Хант (англ. David Richard Hunt; 25 сентября 1938, Лондон — 20 мая 2019) — английский ботаник, специалист по кактусам. Лауреат премии «Золотой кактус».

## Биография
Учился в Кембриджском университете (1959—1963). В 1963 получил степень доктора наук в Ридингском университете.
С 1968 по 1982 работал редактором ботанического журнала «Curtis's Botanical Magazine».
С 1964 по 2005 был членом Номенклатурного Комитета Королевского Садоводческого Общества.
В 1999 составил контрольный список Кактусовых для СИТЕС. Работал в Королевских ботанических садах в Кью, Ричмонд.

## Некоторые публикации
- Hunt, D. R., 2006. «The New Cactus Lexicon Text & Atlas»

### Главы книг
- Принимал участие в написании главы Коммелиновые Мезоамериканской флоры, 1997. Davidse, G; M Sousa S; AO Chater. 6: i-xvi, 1-543
- «Флора Никарагуа»
- David Hunt. «Cactaceae». En: J. Hutchinson (ed.) The Genera of Flowering Plants. Oxford Univ. Press, 1967
- Wilhelm Barthlott, David Hunt. «Cactaceae». En: K. Kubitzki (ed.) The Families and Genera of Vascular Plants. Springer Verlag, 1993, стр. 161—196.
- David Hunt. «CITES Cactaceae Checklist». Royal Botanic Gardens Kew, Kew 1999 (315 стр.)
- Wilhelm Barthlott, David Hunt. «Seed-diversity in the Cactaceae subfam. Cactoideae». En: Succulent Plant Res. 5, 2000.
- David Hunt. «That’s Opuntia, that was!» En: Succulent Plant Res. 6, 2002, стр. 245—249.
- Nigel Taylor, Graham Charles (ed.) «The New Cactus Lexicon. Descriptions and Illustrations of the Cactus Family». 2006 (стр. 2400).

## Память
В его честь назван вид:
- Utricularia huntii P.Taylor (1986)